# Caiac canoe la Jocurile Olimpice de vară din 2024

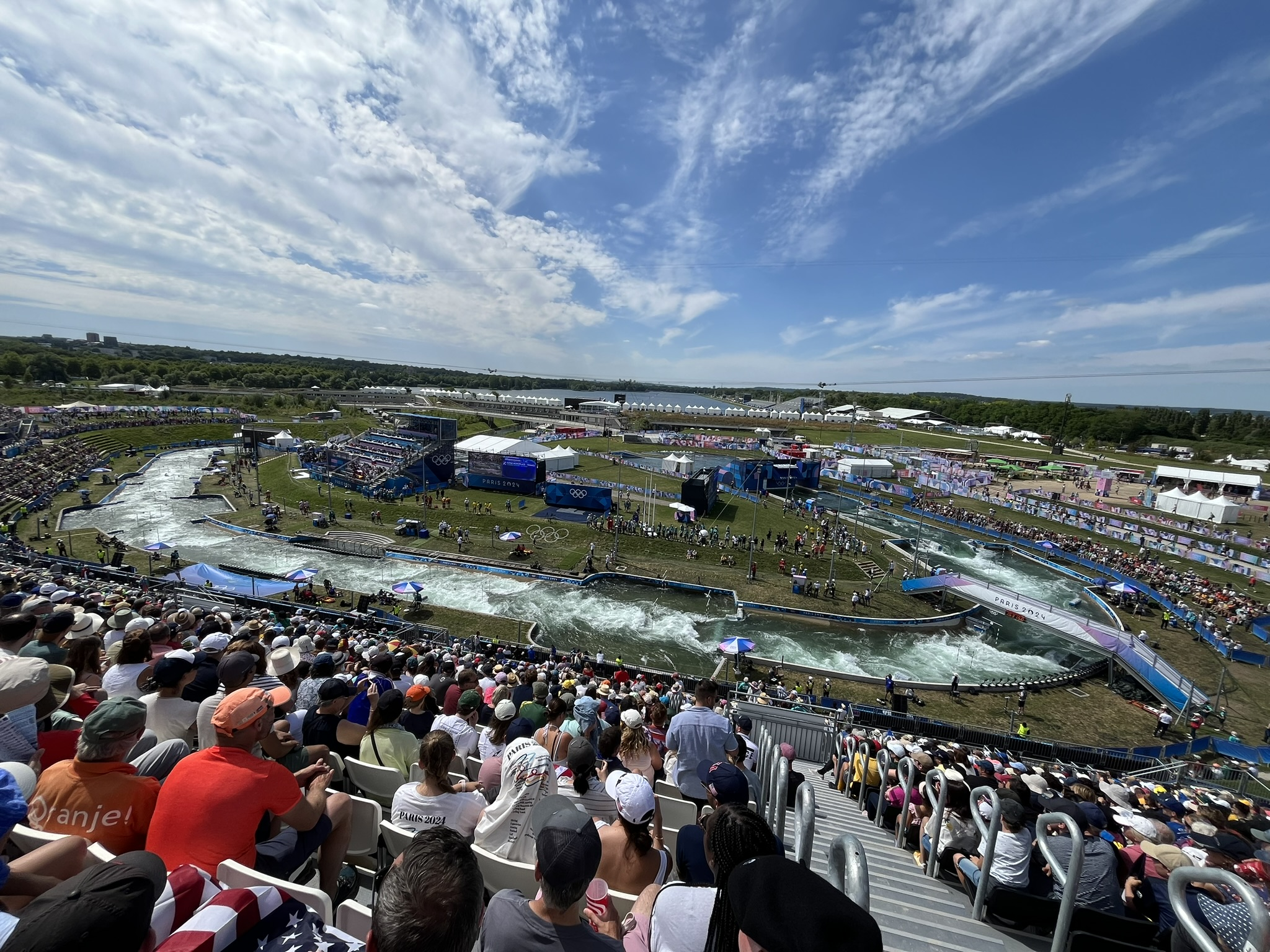
Stade d’eau vive Vaires-sur-Marne

Probele sportive de caiac-canoe la Jocurile Olimpice de vară din 2024 au inclus probele de slalom, care au avut loc în perioada 27 iulie–4 august 2024, iar probele de sprint au avut loc în perioada 6-10 august 2024 pe Stadionul Nautic Olimpic Național.

## Medaliați

### Slalom
| Probă                 | Aur                                | Argint                              | Bronz                                            |
| C-1 masculin detalii  | Nicolas Gestin · Franța (FRA)      | Adam Burgess · Marea Britanie (GBR) | Matej Beňuš · Slovacia (SVK)                     |
| C-1 feminin detalii   | Jessica Fox · Australia (AUS)      | Elena Lilik · Germania (GER)        | Evy Leibfarth · Statele Unite ale Americii (USA) |
| K-1 masculin detalii  | Giovanni De Gennaro · Italia (ITA) | Titouan Castryck · Franța (FRA)     | Pau Echaniz · Spania (ESP)                       |
| K-1 feminin detalii   | Jessica Fox · Australia (AUS)      | Klaudia Zwolińska · Polonia (POL)   | Kimberley Woods · Marea Britanie (GBR)           |
| KX-1 masculin detalii | Finn Butcher · Noua Zeelandă (NZL) | Joe Clarke · Marea Britanie (GBR)   | Noah Hegge · Germania (GER)                      |
| KX-1 feminin detalii  | Noemie Fox · Australia (AUS)       | Angèle Hug · Franța (FRA)           | Kimberley Woods · Marea Britanie (GBR)           |

### Sprint
Masculin
| Probă                       | Aur                                                                   | Aur     | Argint                                                                                    | Argint  | Bronz                                                                           | Bronz   |
| C-1 1000 m masculin detalii | Martin Fuksa · Cehia (CZE)                                            | 3:43,16 | Isaquias Queiroz · Brazilia (BRA)                                                         | 3:44,33 | Serghei Tarnovschi · Republica Moldova (MDA)                                    | 3:44,68 |
| C-2 500 m masculin detalii  | China · Liu Hao · Ji Bowen                                            | 1:39,48 | Italia · Gabriele Casadei · Carlo Tacchini                                                | 1:41,08 | Spania · Joan Antoni Moreno · Diego Domínguez                                   | 1:41,18 |
| K-1 1000 m masculin detalii | Josef Dostál · Cehia (CZE)                                            | 3:24,07 | Ádám Varga · Ungaria (HUN)                                                                | 3:24,76 | Bálint Kopasz · Ungaria (HUN)                                                   | 3:25,68 |
| K-2 500 m masculin detalii  | Germania · Jacob Schopf · Max Lemke                                   | 1:26,87 | Ungaria · Bence Nádas · Sándor Tótka                                                      | 1:27,15 | Australia · Jean van der Westhuyzen · Thomas Green                              | 1:27,29 |
| K-4 500 m masculin detalii  | Germania · Max Rendschmidt · Max Lemke · Jacob Schopf · Tom Liebscher | 1:19,80 | Australia · Riley Fitzsimmons · Pierre van der Westhuyzen · Jackson Collins · Noah Havard | 1:19,84 | Spania · Saúl Craviotto · Carlos Arévalo · Marcus Cooper Walz · Rodrigo Germade | 1:20,05 |

Feminin
| Probă                     | Aur                                                                           | Aur        | Argint                                                                 | Argint  | Bronz                                                               | Bronz   |
| C-1 200 m feminin detalii | Katie Vincent · Canada (CAN)                                                  | 44,12 BM   | Nevin Harrison · Statele Unite ale Americii (USA)                      | 44,13   | Yarisleidis Cirilo · Cuba (CUB)                                     | 44,36   |
| C-2 500 m feminin detalii | China · Xu Shixiao · Sun Mengya                                               | 1:52,81    | Ucraina · Liudmila Luzan · Anastasiia Rîbaciok                         | 1:54,30 | Canada · Sloan MacKenzie · Katie Vincent                            | 1:54,36 |
| K-1 500 m feminin detalii | Lisa Carrington · Noua Zeelandă (NZL)                                         | 1:47,36 BO | Tamara Csipes · Ungaria (HUN)                                          | 1:48,44 | Emma Jørgensen · Danemarca (DEN)                                    | 1:49,76 |
| K-2 500 m feminin detalii | Noua Zeelandă · Lisa Carrington · Alicia Hoskin                               | 1:37,28    | Ungaria · Tamara Csipes · Alida Dóra Gazsó                             | 1:39,39 | Germania · Paulina Paszek · Jule Hake                               | 1:39,46 |
| K-2 500 m feminin detalii | Noua Zeelandă · Lisa Carrington · Alicia Hoskin                               | 1:37,28    | Ungaria · Tamara Csipes · Alida Dóra Gazsó                             | 1:39,39 | Ungaria · Noémi Pupp · Sára Fojt                                    | 1:39,46 |
| K-4 500 m feminin detalii | Noua Zeelandă · Lisa Carrington · Alicia Hoskin · Olivia Brett · Tara Vaughan | 1:32,20    | Germania · Paulina Paszek · Jule Hake · Pauline Jagsch · Sarah Brüßler | 1:32,62 | Ungaria · Noémi Pupp · Sára Fojt · Tamara Csipes · Alida Dóra Gazsó | 1:32,93 |

## Clasament pe medalii
| Loc   | Țară                       | Aur | Argint | Bronz | Total |
| ----- | -------------------------- | --- | ------ | ----- | ----- |
| 1     | Noua Zeelandă              | 4   | —      | —     | 4     |
| 2     | Australia                  | 3   | 1      | 1     | 5     |
| 3     | Germania                   | 2   | 2      | 2     | 6     |
| 4     | China                      | 2   | —      | —     | 2     |
| 4     | Cehia                      | 2   | —      | —     | 2     |
| 6     | Franța                     | 1   | 2      | —     | 3     |
| 7     | Italia                     | 1   | 1      | —     | 2     |
| 8     | Canada                     | 1   | —      | 1     | 2     |
| 9     | Ungaria                    | —   | 4      | 3     | 7     |
| 10    | Marea Britanie             | —   | 2      | 2     | 4     |
| 11    | Statele Unite ale Americii | —   | 1      | 1     | 2     |
| 12    | Brazilia                   | —   | 1      | —     | 1     |
| 12    | Polonia                    | —   | 1      | —     | 1     |
| 12    | Ucraina                    | —   | 1      | —     | 1     |
| 15    | Spania                     | —   | —      | 3     | 3     |
| 16    | Danemarca                  | —   | —      | 1     | 1     |
| 16    | Cuba                       | —   | —      | 1     | 1     |
| 16    | Republica Moldova          | —   | —      | 1     | 1     |
| 16    | Slovacia                   | —   | —      | 1     | 1     |
| Total | Total                      | 16  | 16     | 17    | 49    |